# Jean-Jacques Pillot
Jean-Jacques Pillot (Vaux-Lavalette, 9 agosto 1808 – Melun, 13 giugno 1877) è stato un rivoluzionario e scrittore francese.
Fu seguace delle teorie comuniste di Babeuf e Blanqui, e una personalità della Comune dei Parigi.

## Biografia
Destinato dalla famiglia alla vita religiosa, studiò in seminario e fu ordinato prete. Studiò anche medicina e nel 1837 rinunciò alla tonaca ed esercitò la professione di medico a Parigi. Seguace delle teorie comuniste e rivoluzionarie di Babeuf e Blanqui, fu arrestato a seguito della fallita insurrezione blanquista del 12 maggio 1839.
Liberato, diresse il giornale La Tribune du Peuple e pubblicò l'Histoire des Égaux ou Moyens d'établir l'Égalité absolue parmi les Hommes e il 1º luglio 1840 organizzò la prima riunione pubblica dei comunisti a Belleville. Arrestato, fu condannato a sei mesi di carcere. Alla sua liberazione, nel 1841, pubblicò La Communauté n'est plus une Utopie! Conséquence du Procès des Communistes.
Sostenne la Rivoluzione del 1848 e la rivolta operaia di giugno, e si candidò, senza essere eletto, all'Assemblea Nazionale. Oppositore di Luigi Bonaparte, al colpo di Stato del 2 dicembre 1851 fu condannato alla deportazione ma riuscì a fuggire, stabilendosi in Brasile.
Tornato in Francia dopo l'amnistia del 1859, aderì alla Prima Internazionale e durante l'assedio di Parigi del 1870 partecipò alle attività dei club rivoluzionari. Dopo l'instaurazione della Comune, fu eletto il 16 aprile 1871 al Consiglio e votò per la creazione del Comitato di Salute pubblica. Dopo la caduta della Comune, fu arrestato dai versagliesi il 29 ottobre 1871 e condannato dalla corte marziale ai lavori forzati a vita, pena commutata nella reclusione perpetua. Morì in carcere nel 1877.

## Scritti
- Le Code religieux, ou le Culte chrétien, Paris, Valant, 1837
- La Tribune du peuple, recueil philosophique et historique, Paris, La Tribune du peuple, 1839
- Histoire des Égaux ou Moyens d'établir l'Égalité absolue parmi les Hommes, Paris, La Tribune du peuple, 1840
- Ni châteaux, ni chaumières, ou état de la question sociale en 1840, Paris, Bajat, 1840
- La Communauté n'est plus une Utopie! Conséquence du Procès des Communistes, Paris, chez l'auteur, 1841